# Die Wirtin zum Weißen Rößl
Die Wirtin zum Weißen Rößl ist ein deutscher Spielfilm, den die Tobis 1942 produziert und durch die Deutsche Filmvertriebs GmbH (DFV) am 29. April 1943 in die Kinos gebracht hat.
Der von Felix von Eckardt und Karl Anton geschriebene und von Karl Anton inszenierte Film (Filmkomödie, Musikfilm) erzählt die Geschichte der Schauspielerin Eri Bel, die für eine neue Filmrolle gecastet worden ist: „Die Wirtin zum Weißen Rößl“. Ihr Leinwand- und Liebespartner Heinz Marius zweifelt, dass die selbstverliebte und prätentiöse Eri die für diese Rolle erforderliche soziale Anpassungsfähigkeit besitzt. Eri nimmt seine Herausforderung an und tritt – inkognito – im realen Hotel Weißes Rössl eine Stellung als Elevin an, was zu allerlei turbulenten Verwicklungen führt und Eri am Ende ihren Hochmut austreibt.
Mit mehr als 20 Mio. Kinobesuchern war Die Wirtin zum Weißen Rößl einer der kommerziell erfolgreichsten Filme der Zeit des Nationalsozialismus.

## Handlung
Ort der Handlung ist zunächst eine unbezeichnete deutsche Großstadt (gemeint ist vermutlich München), die Zeit die Gegenwart. Eri Bel und Heinz Marius sind Filmstars und gerade als Liebende in dem Streifen Zwei Herzen aufgetreten. Auch im wirklichen Leben sind sie ein Paar. Ihr Produzent Hartmann und dessen Assistent Dr. Waldemar bereiten sich darauf vor, noch auf der Premierenfeier die Verlobung zu verkünden.
Hartmann plant bereits einen neuen Film: eine Adaption von Ralph Benatzkys Singspiel Im weißen Rößl (1930), die den Titel „Die Wirtin zum Weißen Rößl“ tragen soll. Eri ist für die Rolle der Rössl-Wirtin vorgesehen, Heinz soll ihr Liebesinteresse spielen: den Kellner. Eri ist aber durch und durch Glamourgirl und kann sich mit der Vorstellung, eine so volkstümliche Figur zu spielen, schwer anfreunden. Dass Heinz ihr vorschlägt, sich durch Hospitieren in einem realen gastronomischen Betrieb auf die Rolle vorzubereiten, gefällt ihr zunächst gar nicht. Großzügig gestattet sie Heinz, an ihrer Stelle eine andere Leinwandpartnerin zu wählen.
Heinz geht zum Schein darauf ein. Er liebt Eri aufrichtig und zutiefst und will den Film natürlich mit ihr zusammen machen. Er will ihr, bevor er sie heiratet, aber auch eine Lektion erteilen und ihr die Starallüren austreiben. Noch auf der Premierenfeier tanzt er, um Eri eifersüchtig zu machen, mit Fräulein Berghof, einer Nachwuchsschauspielerin, die ihr Dirndlkleid mit natürlichem Charme trägt. Eri reagiert wie erwartet, dem schlicht-liebenswürdigen Fräulein Berghof gönnt sie die Rolle überhaupt nicht. Als sie den Vertrag prompt doch unterschreibt, treibt Heinz sein Spiel noch einen Schritt weiter und weigert sich nun selbst, den Vertrag zu unterzeichnen. Er glaube nicht, dass Eri für die Rolle ausreichend vorbereitet sei. Produzent Hartmann weiß einen Ausweg: Er kennt die Wirtin des realen Hotels „Weißes Rössl“ persönlich und will mit ihr sprechen, damit Eri bei ihr den Beruf einer Wirtin trainieren und das Milieu studieren kann. Aus Wut auf Heinz bläst Eri die Verlobung ab und erklärt, sie werde die Rolle notfalls auch mit einem anderen Partner spielen.
Szenenwechsel: das Hotel „Weißes Rössl“ am Wolfgangsee. Hartmanns Assistent Dr. Waldemar reist an, berichtet der Rössl-Wirtin vom neuen Filmprojekt und avisiert die Ankunft von Eri Bel, die zur Vorbereitung auf ihre Rolle als Elevin arbeiten soll.
Zum Personal des Hotels gehören außer der souverän agierenden Wirtin der Musiker Otto, der Oberkellner Peter und der Pikkolo Franzl. Otto wird, als Leiter der Hauskapelle und Komponist, von den Frauen umschwärmt und ist selbst ständig verliebt, findet jedoch keine Partnerin. Peter ist ebenso gutaussehend wie eingebildet. Er ist mit Reserl liiert, die einen Bootsverleih betreibt und bei der er jede Nacht schläft, ohne ihr bisher die Ehe versprochen zu haben. Der schelmische Franzl ist der gewitzteste der drei, aber ebenfalls nicht ganz ohne Fehl. Da die „Elevin“ der Rössl-Wirtin als eine attraktive Frau angekündigt worden ist, bestimmt sie, um romantische Verwicklungen in ihrem Hause zu vermeiden, Peter dazu, die Neue in Empfang zu nehmen und anzulernen, denn er ist ja in festen Händen.
Eri reist an. Ihr erstes Missgeschick – viele weitere werden folgen – besteht darin, dass sie zu früh aus dem Omnibus aussteigt und dadurch gezwungen ist, zu Fuß um den See herumzulaufen. Dabei hält ihr Schuhwerk nicht durch. Als sie nach Hilfe Ausschau hält, bietet sich zufällig Peter an, der sich die Zeit mit einer Bootsfahrt auf dem See vertreibt und Eri an Bord nimmt. Ein plötzliches Unwetter zwingt sie, zügig an Land zu rudern, wo ihnen das Boot verloren geht (Eri lässt darin ihre nass gewordenen Seidenstrümpfe zurück) und sie die Nacht in einem Ziegenstall verbringen müssen. Als Peter Eri am folgenden Tag am Weißen Rössl abliefert, hält er sie immer noch für einen Gast.
Eri, die von nun an ihren bürgerlichen Namen, Erika Beller, verwendet, unterzeichnet bei der Rössl-Wirtin einen Ausbildungsvertrag. Als sie entdeckt, dass sie im Hause nicht wie eine Diva hofiert wird, sondern in einer Dachkammer wohnen und ein schlichtes dunkles Dirndl mit weißer Schürze tragen soll, kühlt ihre Stimmung sich etwas ab; doch ist sie weiterhin entschlossen, sich der Herausforderung zu stellen.
Als Reserl das von Peter am Vortag benutzte Leihboot zurückerhält und darin Eris Seidenstrümpfe entdeckt, rast sie vor Eifersucht und macht Peter die Hölle heiß. Dieser erlebt die nächste Überraschung, als die Rössl-Wirtin ihm die neue Elevin vorstellt: die unbekannte Reisende vom Vortag. Unter seiner Aufsicht tritt Eri ihre erste Schicht als Serviermädel an und erweist sich dabei als vollkommen unnütz. Nicht einmal zum Geschirrspülen ist sie zu gebrauchen. Nachdem die wutschnaubende Reserl mit Wein betrunken gemacht und damit aus dem Weg geräumt wird, sehen Peter, Otto und Franzl allerdings die Gelegenheit gekommen, der neuen Elevin den Hof zu machen. Als Otto ihr sein selbst komponiertes Lied „Schenk mir den Himmel auf Erden“ vorspielt, ist dieses für Eri überhaupt nicht neu: es soll im neuen Film verwendet werden. Eri erkennt, dass Otto offensichtlich um seine Autorenrechte betrogen wurde. Später im Handlungsverlauf wird sie dafür sorgen, dass er für seine Arbeit Anerkennung und einen Scheck erhält.
Das nächste Missgeschick widerfährt Eri, als sie die Schuhe aller Hotelgäste zum Putzen einsammeln soll, aber nicht weiß, dass die Zimmernummern auf die Schuhe geschrieben werden müssen. Es gibt ein furchtbares Durcheinander. Später erlernt Eri das Servieren, Putzen, Waschen und Kohlentragen.
Das „Weiße Rössl“ steht kurz vor seinem 75. Jubiläum. Als Peter nach Salzburg fährt, um Wein einzukaufen, darf Eri ihn begleiten. Da sie beide, als sie nach der Weinprobe ins „Weiße Rössl“ zurückkehren, ordentlich betrunken sind, fallen von Peter alle Hemmungen ab und er unternimmt den Versuch, bei Eri zu fensterln. Als Eri die Leiter bemerkt, erteilt sie Peter eine Lektion, indem sie Otto weckt und mit ihm die Betten tauscht, wobei Otto, als Peter durchs Fenster steigt, wiederum in dessen Zimmer flieht.
Am nächsten Morgen schaut die Rössl-Wirtin nach dem Rechten und entdeckt, dass alle drei in den falschen Zimmern geschlafen haben. Weil sie glaubt, dass Eri und Peter ein Verhältnis haben, alarmiert sie Heinz Marius, der sofort anreist, gerade rechtzeitig zu den Jubiläumsfestlichkeiten. Eri wäre aus Scham über das Vorgefallene am liebsten sofort abgereist, schiebt ihren Aufbruch nun aber auf. Sie will Heinz ja zeigen, was sie als Elevin gelernt hat. Heinz ist tatsächlich beeindruckt, wie souverän und versiert Eri als Wirtin agiert. Er gibt sich geschlagen und gibt zu, dass sie auf ihre Filmrolle perfekt vorbereitet ist. Zur Wiedergutmachung absolviert auch Heinz im „Weißen Rössl“ eine kurze Kellnerausbildung.
Peter und Otto wissen noch immer nicht, wer die „Elevin“ tatsächlich ist. Seit Eri ihn in ihr Schlafzimmer gelockt hat, um mit ihm das Bett zu tauschen, glaubt Otto, dass sie an ihm interessiert ist. Als er erfährt, wer sie wirklich ist und dass auch Heinz Marius angereist ist, bricht ihm das Herz. Er fürchtet, niemals eine Frau zu finden. Erst die Rössl-Wirtin findet für ihn die richtigen Worte: „Dafür haben Sie doch die Musik. Und für Ihre Musik liebt Sie nicht eine Frau, sondern alle.“
Dass die Elevin der Filmstar Eri Bel ist, erfährt Peter von Franzl, der auch zu wissen glaubt, dass sie auf der Suche nach einem neuen Leinwandpartner sei. Für Peter, der noch nie an zu großer Bescheidenheit gelitten hat, ist klar: „Natürlich. Das bin ich.“ Da er sich fürs Arbeiten ab sofort zu fein ist, sperrt die Rössl-Wirtin ihn in ihr Büro ein. Dort findet nun Reserl die lang ersehnte Gelegenheit, Verstand in Peter hineinzuprügeln – und sich mit ihm wieder zu versöhnen.
Zum Jubiläumsfest ist eine große Gesellschaft zusammengekommen, auch Filmproduzent Hartmann und Dr. Waldemar sind angereist. Da Peter vorübergehend nicht zur Verfügung steht, präsentiert die Rössl-Wirtin als neuen Oberkellner den in kürzester Zeit ausgebildeten Heinz. Als „Wirtin zum Weißen Rößl“ eröffnet Eri mit ihm den Tanz.

## Produktion, Uraufführung und Rezeption
Nach Die Sache mit Styx (1942) und Die große Nummer (1943) war Die Wirtin zum Weißen Rößl der dritte Film, den Karl Anton in Personalunion als Produzent und Regisseur für die Tobis gemacht hat. Die große Nummer war einer der kommerziell erfolgreichsten Filme des NS-Kinos gewesen, und die doppelte Funktion, in der Anton hier wirkte, erwies sich ein weiteres Mal als Erfolgsrezept.
Weitere Stabmitglieder:
- Aufnahmeleiter: Karl Buchholz, Rolf von Botescu, William Zeiske
- Regieassistenten: Julius Hatry, Franz Sadek
- Kameraassistenten: Karl Hoesch, Erich Giese
- Bauten: Robert A. Dietrich, Erich Schweder
- Kostüme: Friedel Towae
- Ton: Hermann Stör

Eine weitere Gemeinsamkeit der beiden Filme Die große Nummer und Die Wirtin zum Weißen Rößl bestand in der Besetzung der weiblichen Hauptrolle mit Leny Marenbach, deren Mitwirkung in den Jahren 1941 bis 1944 an den Kinokassen fast immer hohe Einnahmen garantierte. Obwohl Otto Graf in dem Film als Marenbachs Leading Man erscheint, tritt diese Rolle in ihrem Umfang deutlich hinter der des Oberkellners zurück, die von Karl Schönböck gespielt wird. Anders als Graf, der während seiner ganzen bisherigen Laufbahn immer nur Nebenrollen gespielt hatte, war Schönböck, der schon früh in seiner Karriere auf das Fach des oft komisch-eitlen Verführers festgelegt war, 1940 (Casanova heiratet) schon einmal in einer Hauptrolle zu sehen gewesen.
Die Dreharbeiten begannen am 21. September 1942 und endeten im Dezember 1942. Die Außenaufnahmen entstanden am Wolfgangsee.
Der Film enthält vier Lieder, die alle von Franz Doelle (Musik) und Hans Fritz Beckmann (Text) geschrieben wurden:
- Schenk mir den Himmel auf Erden
- Ich brauch eine Leiter...
- Höflich, lässig, elegant
- Wenn sich zwei Herzen finden

Die Darstellerinnen Marenbach und Kreysler wurden gesanglich von Rose Rauch unterstützt.
Der Film ist in Schwarzweiß und 35 mm bei einem Seitenverhältnis von 1:1,37 produziert. Bei der Zensurvorlage am 15. März 1943 lag eine Kopie von 2748 m bzw. 100 Minuten Länge vor. Den Verleih übernahm die Deutsche Filmvertriebs GmbH (DFV). Die Uraufführung fand am 29. April 1943 in München statt.
Zu einer FSK-Prüfung kam es erstmals am 30. August 1950. Am 10. November 1971 wurde die Prüfung wiederholt. Beide Male lag eine Kopie von 2450 Metern bzw. 90 Minuten vor.
Der Theaterwissenschaftler Wolfgang Jansen sah in der Handlung – namentlich in dem Umerziehungsprogramm, dem die Figur der Eri unterzogen wird – Motive der nationalsozialistischen Volksgemeinschaftsideologie verwirklicht.

## Kritik
„Hat mit dem Singspiel von Benatzky nichts zu tun – die Musikeinlagen sind auch spärlich. Keine der Rollen ist wirklich glaubhaft, aber insgesamt macht das Konstrukt wieder Sinn: kein Prestige-Film, aber im Spiel von Marenbach und Schönböck, die an einer Stelle im Weinkeller in Salzburg die Jahrgänge 1933 – 1924 durchtesten, durchaus ansehnlich.“